# Zoe Rahman
Zoe Rahman (Chichester, 20 januari 1971) is een Britse jazzpianiste en componiste.

## Biografie
Rahman is de dochter van een Bengaalse vader en een Britse moeder. Ze groeide op in Chichester en hield zich pas later bezig met de cultuur van haar vader. Ze studeerde klassieke piano aan de Royal Academy of Music en muziekwetenschappen aan de Universiteit van Oxford, voordat ze ging voor een jazzopleiding aan het Berklee College of Music, waar ze werd onderwezen door Joanne Brackeen.
In Noord-Amerika formeerde ze haar eerste trio met de bassist Joshua Davis en de drummer Bob Moses. In latere jaren werkte ze ook met haar broer, de klarinettist Idris Rahman. Naast haar eigen bandprojecten heeft ze ook opgetreden met Courtney Pine, Steve Williamson, de JazzXchange Dance Company, Keziah Jones en Mekaal Hasan. Ze schreef een theatershow over Boris Vian, die ze tussen 2003 en 2005 niet alleen in het Verenigd Koninkrijk, maar ook in Zuid-Amerika opvoerde. Ze heeft opgetreden op talrijke internationale festivals, waaronder het North Sea Jazz Festival, het Molde Jazz Festival en het Barbados Jazz Festival.
Ze nam ook op met andere muzikanten als Reem Kelani (Sprinting Gazelle), Clark Tracey (The Calling, The Mighty Sas), Gary Boyle (Games), de Soothsayers (Tangled Roots), Arun Ghosh en Terry Hall/Mushtaq (The Hour of Two Lights).

## Onderscheidingen
Rahman werd in 1999 onderscheiden met de 'Perrier Young Jazz Musician of the Year' Award. In 2001 werd haar debuutalbum The Cynic voorgedragen in de 'Jazzalbum of the Year-review' van BBC Radio. Zijzelf werd genomineerd voor de 'Rising Star'-categorie van de BBC Jazz Awards. Haar tweede album Melting Pot werd in 2006 onderscheiden in de Britse Parliamentary Jazz Awards als album van het jaar en bovendien genomineerd voor de Mercury Music Prize.

## Discografie
- 2001: The Cynic (met Winston Clifford, Jeremy Brown)
- 2006: Melting Pot (met Gene Calderazzo, Oli Hayhurst, Pat Illingworth, Jeremy Brown, Idris Rahman, Adriano Itauna)
- 2008: Where Rivers Meet (met Idris Rahman, Arnob, Gaurob, Kuljit Bhamra, Gene Calderazzo, Oli Hayhurst, Samy Bishai)
- 2009: Live (met Gene Calderazzo, Oli Hayhurst, Idris Rahman)
- 2013: George Mraz & Zoe Rahman Unison
- 2015: Dreamland (solo)

- Gemeinsame Normdatei: 1023579677
- International Standard Name Identifier: 0000 0001 3149 7054
- Library of Congress Control Number: no2015031265
- MusicBrainz: 5615b42f-9522-463e-841e-0d2b232edb31
- Nationale Bibliotheek van Tsjechië: xx0236960
- Virtual International Authority File: 260347243
- WorldCat: E39PBJcrbY4PHDb4ycJgxD9MT3